# Lo bueno de tener un mal día
Lo bueno de tener un mal día es un libro de autoayuda y divulgación psicológica escrito por la psiquiatra, psicoterapeuta y doctora en medicina Anabel González Vázquez. Publicado el 4 de febrero de 2020 por la Editorial Planeta, la obra ofrece una guía para gestionar mejor nuestras emociones y aprender a convivir con los malos momentos.

## Sinopsis
El libro comienza con una historia protagonizada por siete personajes: Lucía, Pandora, Bernardo, Alma, Marcial, Soledad e Iván. Cada personaje enfrenta la misma situación, pero reaccionan de maneras diferentes. A través de estos ejemplos, la autora explica qué son las emociones y cómo deben regularse para una vida más plena.
La autora invita a las personas lectoras a aceptar que los días malos son inevitables y forman parte de la experiencia humana. Destaca la importancia de reconocer y aceptar el malestar como una señal que puede llevar a cambios positivos.
Al publicarse el libro estalló la crisis sanitaria de la COVID-19. La autora decidió escribir un capítulo más, añadirlo en el ebook y colgarlo gratuitamente en la ficha del libro.

## Temas principales
- La importancia de regular nuestras emociones.
- La aceptación del malestar como parte de la vida.
- El valor de las emociones negativas.
- Estrategias para gestionar los días malos.

## Recepción
El libro ha recibido críticas mayormente positivas. En plataformas como Goodreads y Amazon, cuenta con calificaciones de 3.96 y 4.5 estrellas, respectivamente. Las personas lectoras han destacado la forma en que la autora explica conceptos complejos a través de ejemplos sencillos y un lenguaje ameno.